# Danilo Medina
Danilo Medina Sánchez (Bohechío, 10 novembre 1951) è un politico ed economista dominicano, presidente della Repubblica Dominicana dal 16 agosto 2012 al 16 agosto 2020.
Medina ha precedentemente ricoperto il ruolo di capo di gabinetto del Presidente della Repubblica Dominicana dal 1996 al 1999 e dal 2004 al 2006 ed è membro del Partito della Liberazione Dominicana (PLD). Ha vinto le elezioni presidenziali dominicane del maggio 2012, sconfiggendo Hipólito Mejía con il 51% dei voti. Il 15 maggio 2016, Danilo Medina, alla guida di una coalizione di partiti, ha vinto le elezioni presidenziali dominicane del 2016, sconfiggendo il leader dell'opposizione e candidato PRM Luis Abinader con il 61,8% dei voti, la percentuale più alta ricevuta da un presidente eletto in libere elezioni dal 1924 quando Horacio Vásquez vinse la presidenza con il 69,8% dei voti, superando il record di Juan Bosch del 59,5% ottenuto nel 1962 e il 57,1% di Leonel Fernández dei voti ottenuti nel 2004.
Il secondo mandato di Medina è stato caratterizzato dai suoi sostenitori come umano, trasparente e orientato agli obiettivi. Con una propensione a effettuare visite settimanali nelle zone rurali povere del paese, il presidente Medina ha concluso il suo secondo mandato con un tasso di approvazione del 65%. Tuttavia, durante il suo secondo mandato ci furono tentativi di cercare un terzo mandato che furono frustrati dopo una chiamata del segretario del Dipartimento di Stato americano Mike Pompeo.
La famiglia di Medina, compresi due dei suoi fratelli, sono stati indagati con l'accusa di corruzione e traffico di influenza di cui hanno beneficiato sotto la presidenza Medina, ottenendo numerosi contratti e affari con lo Stato. A novembre 2020, il processo investigativo era entrato in una nuova fase in seguito all'arresto di due fratelli di Medina.

## Biografia
Medina è nato ad Arroyo Cano, provincia di San Juan, nel sud-ovest della Repubblica Dominicana. È il maggiore di otto fratelli nati da Juan Pablo Medina de los Santos (1918–2019) e Amelia Sánchez Abreu (1931–2004). Dall'età di 18 anni fu un leader studentesco, fondando il ramo di San Juan de la Maguana del Frente Revolucionario Estudiantil Nacionalista presso l'UASD. Quando il professor Juan Bosch fondò il Partido de la Liberación Dominicana nel 1973, Medina lo raggiunse. Ha studiato economia presso l'Instituto Tecnológico Santo Domingo (INTEC) e si è laureato magna cum laude nel 1984. È membro del Comitato Centrale del PLD dal 1983. Nelle elezioni del 1986 è stato eletto deputato al Congresso.

## Carriera

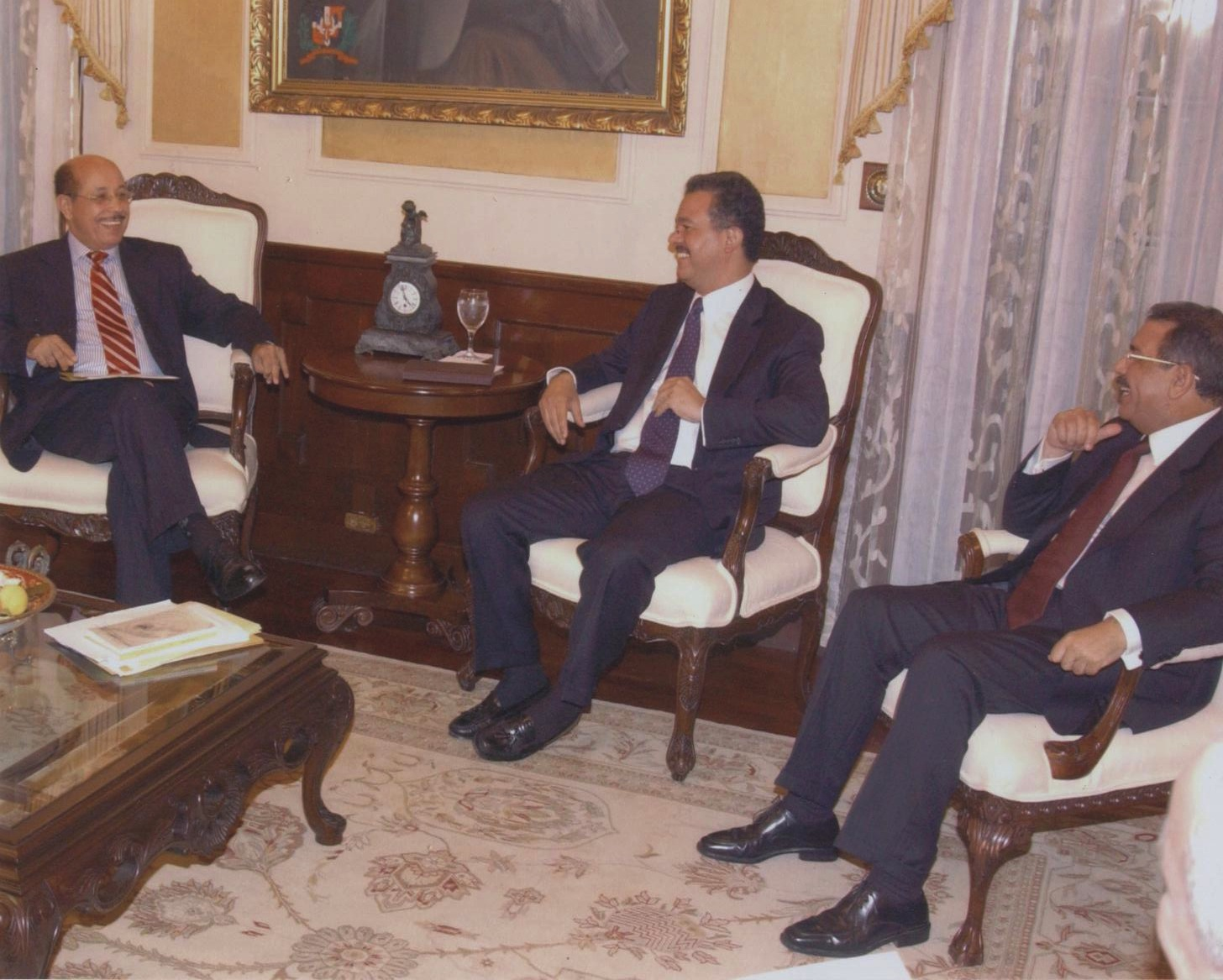
Incontro economico con il Presidente Leonel Fernandez e il Ministro della Presidenza Danilo Medina nel Palazzo Nazionale

Nel 1990, Medina è stata eletto membro del Comitato Politico del Partito di Liberazione Dominicana (PLD) insieme a Leonel Fernández e Juan Temístocles Montás. È stato Presidente della Camera dei Deputati della Repubblica Dominicana dal 1994 al 1995, e successivamente è stato Segretario di Stato della Presidenza dal 1996 al 1999 e nuovamente dal 2004 al 2006.
Come presidente della Camera dei Deputati al Congresso Nazionale (1990-1994), è stato una figura chiave nei negoziati del Congresso che hanno portato alla risoluzione dell'impasse politica del 1994. In quell'anno, uno scontro ravvicinato tra Joaquín Balaguer e José Francisco Peña Gómez provocò un grave conflitto, poiché una delle parti accusò l'altra di frode. Il conflitto fu risolto con un patto che istituiva elezioni presidenziali e congressuali separate, la necessità che un candidato ricevesse il 50%+1 dei voti per vincere al primo turno e proibiva la rielezione presidenziale. L'accordo alla fine andò a favore del PLD, che vinse le elezioni presidenziali del 1996, con Leonel Fernández che sconfisse José Francisco Peña Gómez al secondo turno.
Medina è considerato tra i principali strateghi politici e negoziatori del PLD. In quanto tale, è stato uno dei leader della campagna presidenziale del presidente Fernández. È stato nominato Segretario della Presidenza nel 1996 ed è stato uno dei più stretti collaboratori del Presidente. Nel 2000, con l'esclusione di Fernández dalla rielezione (all'epoca i presidenti dominicani non potevano succedersi immediatamente), Medina era il candidato presidenziale del PLD. È arrivato secondo, a distanza, dietro al candidato dell'opposizione Hipólito Mejía del Partito Rivoluzionario Dominicano (PRD), prendendo solo il 24,9% dei voti contro il 49,87% di Mejía. Tuttavia, Medina ha concluso di non avere alcuna possibilità di superare il vantaggio di quasi 25 punti di Mejía al primo turno, soprattutto dopo che il terzo classificato Balaguer aveva lasciato intendere che alcuni dei suoi sostenitori avrebbero votato per il PRD al ballottaggio. Medina ha così lasciato la presidenza a Mejía, dichiarando che un ballottaggio non sarebbe stato nell'interesse del Paese.
Quando il presidente Fernández accettò un secondo mandato nel 2004, Medina fu nuovamente nominato segretario della presidenza (equivalente a capo di stato maggiore) e considerato il secondo in comando nei corridoi interni del governo. Con l'avvicinarsi di una nuova elezione nel 2008, Medina era considerato il principale concorrente per la presidenza, poiché alcuni ritenevano che avesse il controllo politico completo del partito al governo, il PLD. Si è dimesso dall'incarico l'8 novembre 2006 per lanciare la sua candidatura alla nomina presidenziale del PLD contro il presidente Fernández.
Dopo aver condotto una campagna con gli slogan "Ahora Es" e "Lo Mejor Para Todos" ("Adesso è il momento" e "Il meglio per tutti") Medina è stata infine sconfitta dal presidente Fernández nelle elezioni interne del PLD del 6 maggio 2007 per scegliere il candidato del partito per le elezioni presidenziali del 2008. Fin dalla sua fondazione il PLD aveva mantenuto una politica implicita di non rielezione, ma il presidente Fernández ha cambiato questa politica permettendogli di fare campagna contro Medina dal Palazzo Presidenziale e optare per un secondo mandato consecutivo al potere (il suo terzo).
Nella votazione interna al PLD Medina ha ottenuto il 28,45% dei voti contro il 71,55% del presidente Fernández. Durante il processo elettorale sono state confermate irregolarità minori. La sera del 6 maggio 2007, Medina fece una breve apparizione pubblica dicendo di essere stato "picchiato dallo Stato" (in riferimento al fatto che le risorse governative erano state utilizzate per sopprimere la sua candidatura e promuovere quella di Fernández). .
Successivamente Medina e i suoi sostenitori mantennero un basso profilo. Durante questo periodo era considerato il contendente più probabile per la candidatura del PLD alle elezioni presidenziali dominicane del 2012.

## Presidente della Repubblica Dominicana

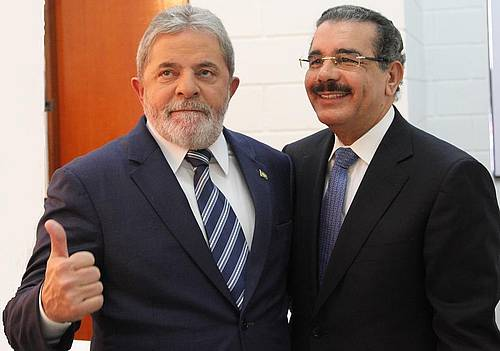
Lula da Silva e Danilo Medina

Medina si è candidato ed è stato eletto presidente della Repubblica Dominicana nelle elezioni presidenziali dominicane del 2012, che si sono concluse la mattina del 21 maggio, con il 51,24% dei voti sconfiggendo Hipólito Mejía, il suo rivale elettorale del 2000. Durante la campagna elettorale, la tesi di laura di Medina fu criticata per sospetto plagio da Génove Gneco, il professore che coordinava l'Ufficio contro il plagio della tesi, dell'Università Autónoma di Santo Domingo. Gneco criticò anche le tesi del senatore Félix Bautista e del ministro degli Affari economici Juan Temístocles Montás. Successivamente fu rimosso dalla sua posizione per aver oltrepassato i suoi limiti e non essere stato in grado di dimostrare le sue affermazioni.

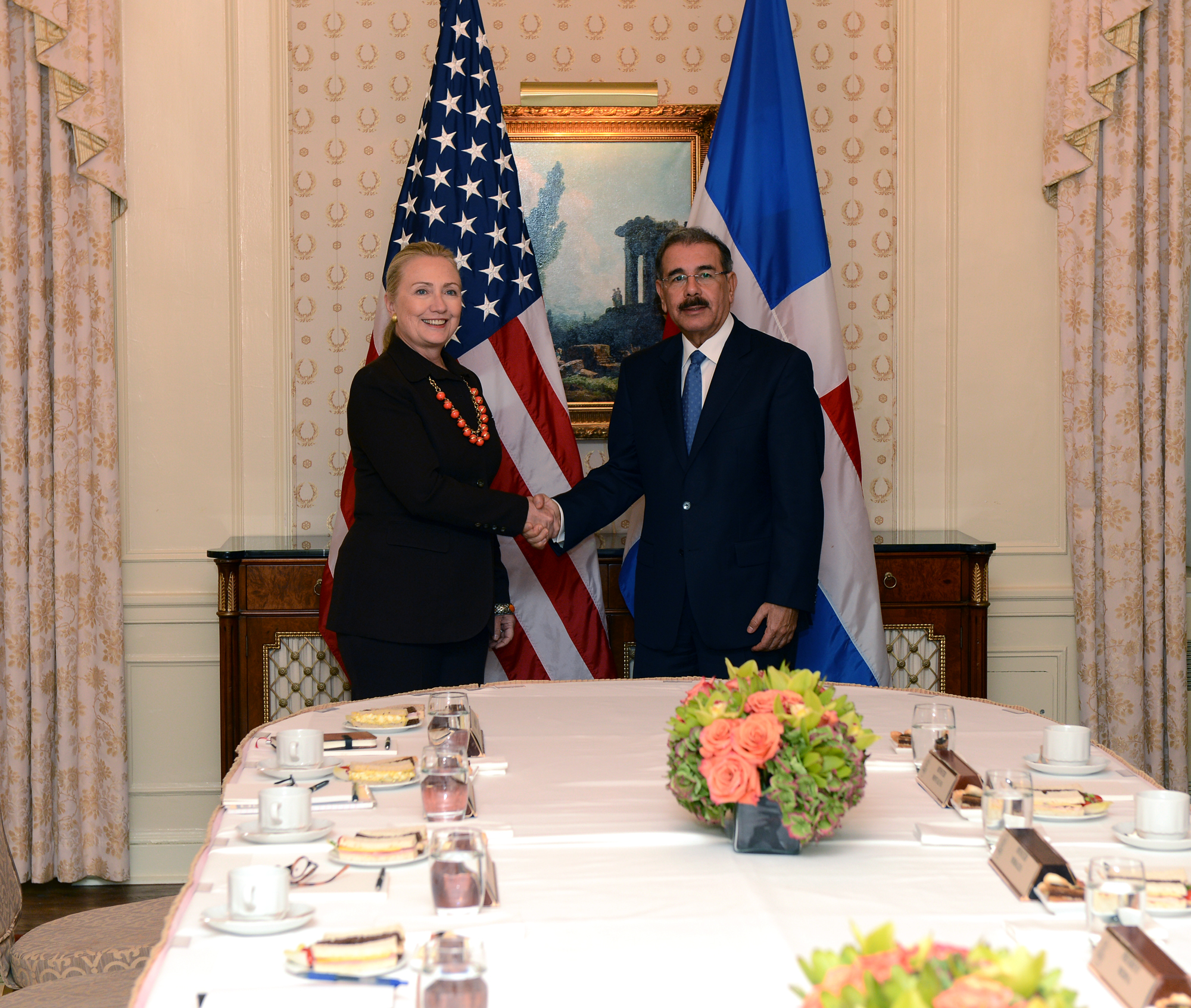
Hillary Clinton e Danilo Medina

Medina ha promesso di combattere la corruzione, creare posti di lavoro e investire nell'istruzione nella nazione caraibica. Nelle elezioni presidenziali dominicane del 2016, Medina è stato rieletto per un secondo mandato, sconfiggendo il leader dell'opposizione e candidato PRM Luis Abinader con il 61,8% dei voti.
Il suo governo si allinea a quello degli Stati Uniti nelle relazioni internazionali. Sul Venezuela, rifiuta di riconoscere il presidente Nicolás Maduro e sostiene Juan Guaidó, leader dell’opposizione. Lui e altri leader caraibici filo-americani sono stati convocati per un incontro con Donald Trump nel marzo 2019 per definire una politica comune sulla situazione in Venezuela e sulle “pratiche economiche predatorie” della Cina.
Dopo il suo mandato, la famiglia di Medina è finita sotto indagine per aver utilizzato legami politici e familiari per accumulare ricchezza durante il suo mandato presidenziale. Il processo è supervisionato dalla PEPCA (procura governativa anticorruzione) e dal vice procuratore generale della Repubblica Dominicana.

## Vita privata
Nel 1987 ha sposato la psicologa Cándida Montilla Espinal e ha tre figlie, Sibeli, Vanessa e Ana Paula.